# هانتینگتون (ایندیانا)
هانتینگتون، ایندیانا (به انگلیسی: Huntington, Indiana) یک شهر در ایالات متحده آمریکا با جمعیت ۱۷٬۳۹۱ نفر است که در ایندیانا واقع شده‌است.

## موقعیت جغرافیایی
موقعیت جغرافیایی شهرها و مناطق اطراف به شرح زیر است: